# Eduard Bertoli
Eduard Bertoli (19. června 1921 Piešťany – 11. května 2006 Piešťany) byl slovenský motocyklový a automobilový závodník. Byl také ředitelem Ceny Slovenska v Piešťanech. Automobilové závody jezdili i jeho synové Eduard ml. a Marián. Byl zaměstnancem Západoslovenských cihelen nejprve jako mistr, později vedoucí a nakonec ředitel cihelen v okrese Trnava. Povolání zdědil po svém otci Giovannim, který založil mnoho cihelen na Slovensku.

## Motocyklová závodní kariéra
V Mistrovství Československa silničních motocyklů startoval v letech 1955–1964. Závodil ve třídách do 250 cm³ a 350 cm³ na motocyklu ČZ. V celkovém hodnocení skončil nejlépe na 4. místě ve třídě do 250 cm³ v roce 1955. V jednotlivém závodě skončil nejlépe v roce 1955 na 3. místě v Brně. Motocyklové závody jezdil od roku 1948, kdy vyhrál hned svůj první závod v Trnavě. Vyhrál mnoho závodů na Slovensku i v Čechách. V roce 1962 se stal mistrem Slovenska ve třídě do 350 cm³. Kariéru ukončil při Ceně Slovenska v Piešťanech v roce 1968.

## Úspěchy
- Mistrovství Československa silničních motocyklů – celková klasifikace
  - 1955 do 250 cm³ – 4. místo – ČZ Walter
  - 1960 do 250 cm³ – nebodoval
  - 1960 do 350 cm³ – nebodoval
  - 1961 do 250 cm³ – nebodoval
  - 1961 do 350 cm³ – nebodoval
  - 1962 do 350 cm³ – 7. místo – ČZ OHC
  - 1963 do 350 cm³ – 15. místo – ČZ OHC
  - 1964 do 350 cm³ – nebodoval

## Automobilová závodní kariéra
V roce 1971 začal závodit v mistrovství Československa automobilů na okruzích ve třídách A2 do 1150 cm³ a ve formuli 3. Hned v prvním roce obsadil v MR 3. místo za Jaroslavem Bobkem a Daliborem Jankem. Jeho druhým závodem byla dvouhodinovka v rámci Mistrovství Evropy v Brně, kde skončil ve své třídě na 10. místě. Nejlepší výsledek dosáhl ve třídě A5 do 3000 cm³, kde obsadil 2. místo za Jaroslavem Bobkem v Havířově v roce 1973. Byl dvojnásobným mistrem Slovenska v závodech automobilů do vrchu ve třídě A2 do 1150 cm³ v roce 1973 a ve třídě A5 do 3000 cm³ v roce 1974. Závodní kariéru ukončil v roce 1978.